# Chrysosoma hangzhouensis
Chrysosoma hangzhouensis är en tvåvingeart som beskrevs av Yang 1995. Chrysosoma hangzhouensis ingår i släktet Chrysosoma och familjen styltflugor.
Artens utbredningsområde är Zhejiang (Kina). Inga underarter finns listade i Catalogue of Life.